# Distrito de Śrem
Śrem (polaco: powiat śremski) es un distrito (powiat) del voivodato de Gran Polonia (Polonia). Fue constituido el 1 de enero de 1999 como resultado de la reforma del gobierno local de Polonia aprobada el año anterior. Limita con otros cinco distritos de Gran Polonia: al norte con Poznań, al nordeste con Środa Wielkopolska, al este con Jarocin, al sur con Gostyń y al oeste con Kościan; y está dividido en cuatro municipios (gmina): tres urbano-rurales (Dolsk, Książ Wielkopolski y Śrem) y uno rural (Brodnica). En 2011, según el Oficina Central de Estadística polaca, el distrito tenía una superficie de 574,1 km² y una población de 59 468 habitantes.